# Mount Fish Tail
Mount Fish Tail (von englisch fish tail ‚Fischschwanz, Schwanzflosse‘) ist ein 475 m hoher Berg an der Nordenskjöld-Küste des Grahamlands im Norden der Antarktischen Halbinsel. Er ragt unmittelbar östlich des Fish Head Point und nordöstlich vom Taschukow-Nunatak auf.
Das UK Antarctic Place-Names Committee benannte ihn 2023 in Verbindung mit der Benennung des Fish Head Point. Er erinnert in seiner Form und durch seine Lage an die Schwanzflosse eines Fisches.